# St.Galler Kantonalbank
Die St.Galler Kantonalbank ist die Kantonalbank des Kantons St. Gallen. Mit einer Bilanzsumme von 41'337 Mio. Franken und 1'374 Mitarbeitenden (Stand Februar 2024) gehört sie zu den grösseren Kantonalbanken der Schweiz.

## Tätigkeitsgebiet
Als Universalbank ist die St.Galler Kantonalbank hauptsächlich in den standardisierten Basisbankdienstleistungen, in der Immobilienfinanzierung, der Unternehmensfinanzierung und im Private Banking tätig. Nebst ihren 35 Standorten im Kanton St. Gallen ist die Bank mit zwei Standorten im Kanton Appenzell Ausserrhoden und einem in Zürich vertreten. Sie verfügt ausserdem über eine Tochterfirma St.Galler Kantonalbank Deutschland AG in München und Frankfurt am Main. Die ausländischen Einheiten sind in ihren jeweiligen Standortländern lizenziert und sind ausschliesslich im Vermögensverwaltungsgeschäft tätig.

## Geschichte

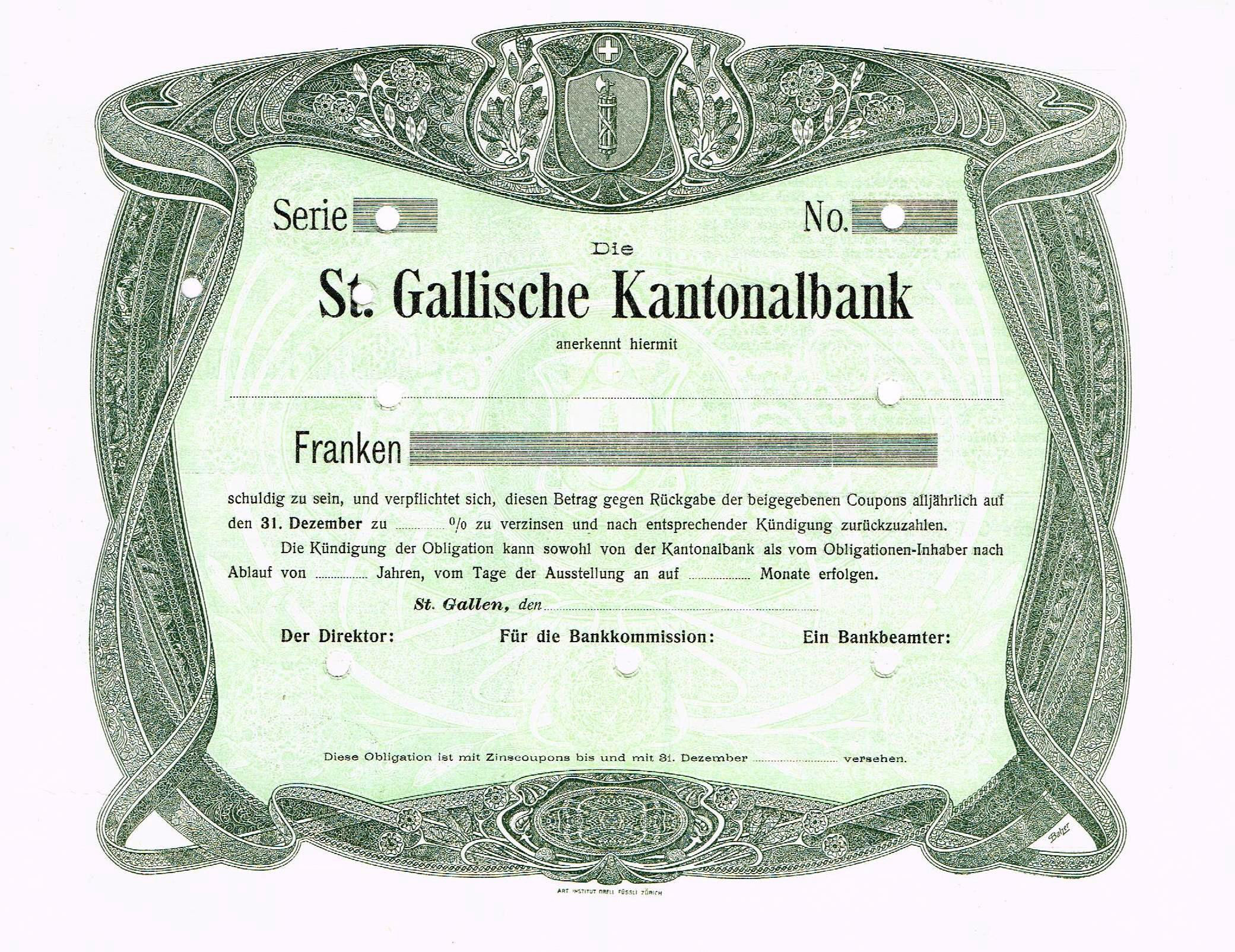
Blankette einer Obligation der St. Gallischen Kantonalbank von ca. 1900

Die St.Galler Kantonalbank wurde 1868 als öffentlich-rechtliche Anstalt mit Sitz in St. Gallen gegründet. 1973 bis 1991 war Hans Hurni Zentralpräsident der Bank. Nach dem Inkrafttreten des revidierten Kantonalbankgesetzes 1999 wurde die St.Galler Kantonalbank 2000 in eine Aktiengesellschaft umgewandelt und der bisherige Unternehmensname St. Gallische Kantonalbank in St.Galler Kantonalbank geändert. 2001 folgte die Teilprivatisierung und der Börsengang an die SIX Swiss Exchange. Der Kanton hält einen Anteil von 51 Prozent der Aktien.
Im Jahr 2002 erfolgte der Kauf der Hyposwiss Privatbank AG in Zürich und damit die geographische Expansion über das eigentliche Kerngebiet der Kantone St. Gallen und Appenzell Ausserrhoden. 2003 folgte die Übernahme der Bank Thorbecke AG in St. Gallen, die in der Folge in die St.Galler Kantonalbank integriert wurde. Per 2008 übernahm die St.Galler Kantonalbank die Genfer Privatbank Anglo Irish Bank (Suisse) SA mit ihren Standorten Genf, Lissabon und Porto und benannte diese in Hyposwiss Private Bank Genève SA um. Seit Mai 2009 ist die St.Galler Kantonalbank mit einer hundertprozentigen Tochtergesellschaft in München vertreten.
Um auf ihrem wichtigsten Auslandsmarkt Deutschland arbeiten zu können, ist die St.Galler Kantonalbank seit 2009 mit einer hundertprozentigen Tochtergesellschaft St.Galler Kantonalbank Deutschland AG mit Sitz in München vertreten. 2011 wurde eine weitere Niederlassung in Frankfurt am Main eröffnet.
Im Jahr 2013 beschloss die St.Galler Kantonalbank, ihre Strategie zu fokussieren und sich auf den Heimmarkt Ostschweiz sowie die Märkte übrige Schweiz und Deutschland zu konzentrieren. Im Zuge dieser Fokussierung verkaufte sie das grenzüberschreitende Vermögensverwaltungsgeschäft mit Osteuropa und Lateinamerika an die Schweizer Privatbanken Falcon Private Bank Ltd. bzw. an die Banque Privée Espirito Santo Falcon Privatbank. Ebenso verkaufte sie ihre Tochtergesellschaft Hyposwiss Private Bank Genève SA an die Vermögensverwaltungsgesellschaft Mirelis Trust SA, Teil der seit 1949 in Genf beheimateten Mirelis Financial Group. Die erworbene Bank führt ihr Geschäft unter dem bisherigen Namen Hyposwiss Private Bank Genève SA weiter.
2018 feierte die St.Galler Kantonalbank ihr 150-Jahr-Jubiläum. Sie unterstützte mit 7 Millionen Franken 39 Projekte, die neue Perspektiven und Ideen schaffen und das Zusammenleben in ihrer Region bereichern.
2019 hat die St. Galler Kantonalbank eine Kapitalerhöhung abgeschlossen. Dabei wurden 420'240 Namensaktien (davon 204'115 an bestehende Aktionäre) zu einem Preis von 420 Franken ausgegeben, wodurch das Eigenkapitalbasis der Bank um über 176 Mio. Franken gestärkt wurde.

## Staatsgarantie und Rating
Die St.Galler Kantonalbank verfügt über eine Staatsgarantie und wird von der Ratingagentur Moody’s mit Aa1 bewertet. Im Kantonsrat des Kantons St. Gallen wurde eine weitergehende Privatisierung und damit verbundene Aufhebung der Staatsgarantie diskutiert. Anfang Juni 2013 hat jedoch der Kantonsrat beschlossen, die Staatsgarantie und Mehrheitsbeteiligung des Kantons unverändert beizubehalten.

## Startfeld Diamant
Der mit 50'000 Franken dotierte Jungunternehmerpreis Startfeld Diamant wird seit 2012 von der St.Galler Kantonalbank an innovative Unternehmen verliehen. Damit unterstützt und fördert die Bank in Zusammenarbeit mit Startfeld insgesamt fünf Unternehmen mit Beratung, Schulung und einem Preisgeld von insgesamt 50'000 Franken. Zusätzlich wird seit 2023 auch der Rohdiamant für die beste Idee vergeben. Dieser soll insbesondere Ideen und Projekte – insbesondere auch aus dem Umfeld von Fachhochschulen und Universitäten – gezielt ansprechen.

## Kennzahlen
- Konzerngewinn per 31. Dezember 2024 (in Mio. CHF): 215.1
- Bilanzsumme per 31. Dezember 2024 (in Mio. CHF): 45'582
- Kundenausleihungen per 31. Dezember 2024 (in Mio. CHF): 33'762
- Eigenkapital per 31. Dezember 2024 (in Mio. CHF): 3'006
- Verwaltete Vermögen per 31. Dezember 2024 (in Mio. CHF): 64'493
  - Verwaltete Vermögen = Kundeneinlagen (Verpflichtungen gegenüber Kunden in Spar- und Anlageform und übrige Verpflichtungen gegenüber Kunden), Kassenobligationen sowie Depotvermögen (Assets under Management). Nicht enthalten sind Custody Assets (= Vermögenswerte, die lediglich zu Transaktions- und Aufbewahrungszwecken gehalten werden und für welche die Bank keine Beratung zu den Anlagemöglichkeiten anbietet).
  - Per 31. Dezember 2019 erfolgte eine Bereinigung bei den Doppelzählungen für selbstemittierte Fonds in Global Custody Depots bei Drittbanken um CHF 584.8 Mio. Die ausgewiesenen Verwalteten Vermögen reduzierten sich um diesen Betrag.
- Mitarbeitende (umgerechnet auf Vollzeitstellen), per 31. Dezember 2024: 1'186
  - Durchschnittsbestand: 1'414
- Geschäftsstellen: 38